# Шумбарец, Виталий Игоревич
Виталий Игоревич Шумбарец (укр. Віталій Ігорович Шумбарець, род. 14 июля 1983 года, Кременец, Украинская ССР, СССР) — известный украинский прыгун с трамплина, участник Олимпийских игр в Ванкувере.

## Биография
В Кубке мира в Шумбарец дебютировал в декабре 2007 года, в ноябре 2008 года единственный раз попал в десятку лучших на этапе Кубка мира, в командных соревнованиях. Кроме этого на сегодняшний момент имеет 4 попадания в тридцатку на этапах Кубка мира, 1 в командных соревнованиях и 3 в личных дисциплинах. Лучшим результатом Шумбареца в итоговом общем зачёте Кубка мира является 68-е место в сезоне 2009—2010.
На Олимпиаде-2010 в Ванкувере показал следующие результаты: нормальный трамплин 45-е место, большой трамплин 50-е место в квалификации.
За свою карьеру участвовал в пяти чемпионатах мира, лучший результат 13-е места в командных соревнованиях на чемпионате мира — 2003 и чемпионате мира — 2007, в личных соревнованиях не поднимался выше 35-го места.